# Jain (chanteuse)
Pour les articles homonymes, voir Jain.
Jeanne Galice, dite Jain, née le 7 février 1992 à Toulouse, est une auteure-compositrice-interprète et musicienne française.
Chantant en anglais, elle développe un style de musique mélangeant la pop avec de nombreux autres genres dont la musique électronique, le reggae et diverses musiques du monde, inspiré par ses nombreux séjours à l'étranger.
Son premier album, Zanaka, sorti en novembre 2015 est certifié double disque de platine en septembre 2016. Son deuxième album, Souldier, est sorti en août 2018. The Fool, son troisième album, est sorti en avril 2023.

## Biographie

### Jeunesse et formation
Jeanne Louise Galice naît le 7 février 1992 à Toulouse. Elle a des origines malgaches par son grand-père maternel et sa mère est franco-malgache.
Elle voyage dans différents pays pour suivre les impératifs professionnels de son père, employé d'une compagnie pétrolière,. À neuf ans, Jain part avec sa famille à Dubaï où son père est muté. C'est là qu'elle commence les percussions arabes. À l'âge de douze ans, elle se trouve au Congo-Brazzaville où elle découvre la batterie synthétique. Au cours de ses diverses expériences dans les pays qu'elle fréquente, elle découvre des musiques différentes qui sont à l'origine du métissage de ses propres compositions. Elle passe son baccalauréat à Abou Dabi. À dix-huit ans, elle se rend à Paris pour intégrer une école préparatoire en art.

### Début de carrière

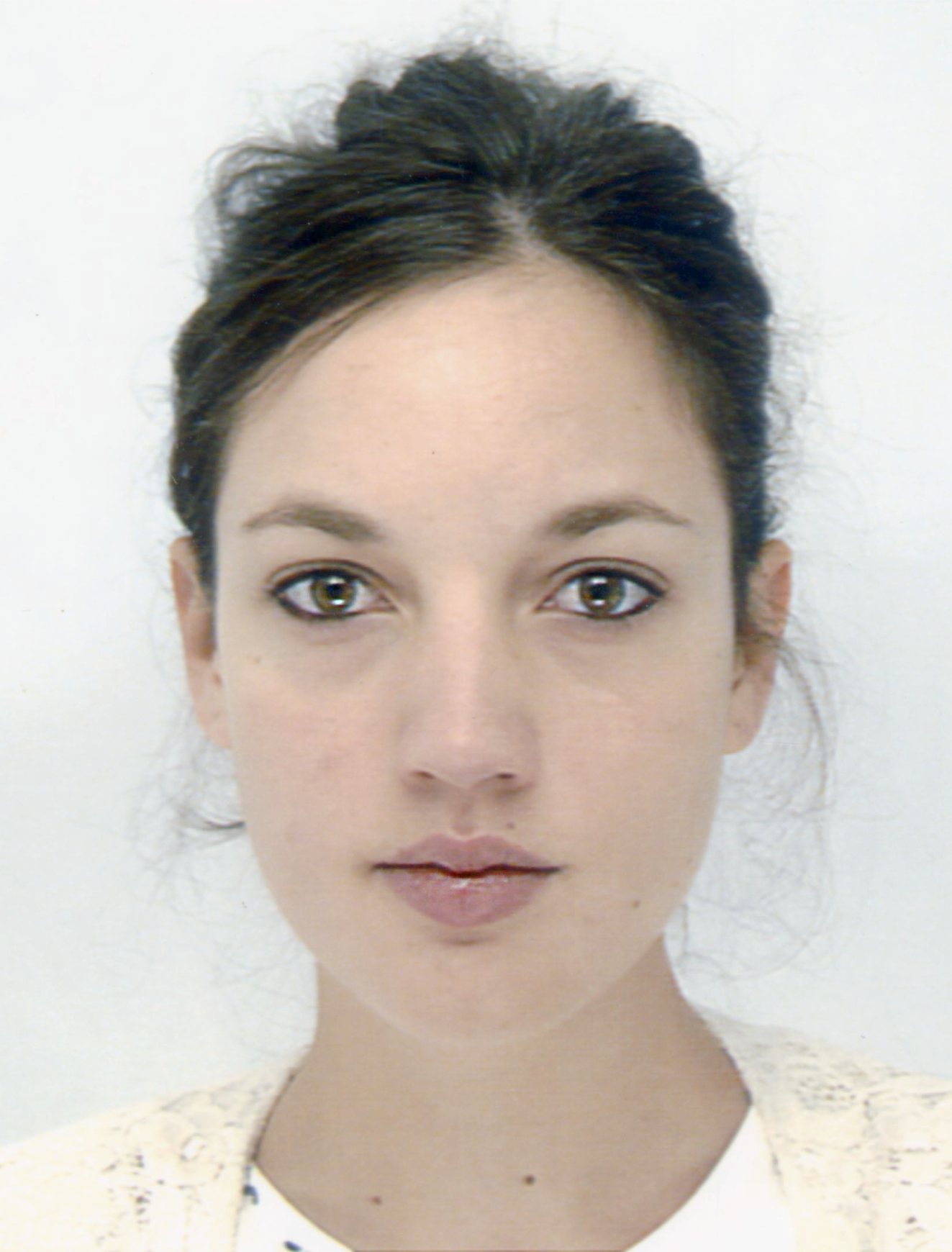
Jain en 2012. Photo d'identité (Sacem).

Elle commence à composer des maquettes à Pointe-Noire, au Congo-Brazzaville. Elle y rencontre Mr. Flash, qui lui permet d'enregistrer dans son studio. Les maquettes publiées sur Myspace sont repérées par Dready, son manager actuel, et par Yodelice, qui invite Jain à travailler avec lui,. Jain commence à être diffusée sur Beats Radio.
Elle réalise les premières parties de la tournée de Yodelice et il devient son producteur,. Yodelice collabore à la réalisation de son premier EP Hope.
Jain se produit en 2015 au festival Solidays, au BIG Festival (Biarritz International Groove) à Biarritz et au festival Bebop,.

### Zanaka
Elle sort son premier album le 6 novembre 2015, intitulé Zanaka. L'album est certifié disque d'or en février 2016 et est nommé dans la catégorie « Album révélation » aux Victoires de la musique. Le 25 novembre de cette même année, une réédition de l'album sort avec quelques inédits et remixes.
En février 2017, Jain obtient la Victoire de l'artiste féminine de l'année. La même année, elle chante avec le duo Amadou et Mariam sur la chanson L'Âme au Mali pour l'album collectif Lamomali de M. En juillet 2017, elle dévoile le clip de la chanson Dynabeat, paru sur l'édition deluxe de son premier album.
Le 3 août 2017, elle participe au festival Lollapalooza.

### Souldier
À l'issue de la tournée, Jain se rend à Cuba pour retrouver l'inspiration. Elle se rend à partir du 2 octobre au studio Spookland à Paris pour l'enregistrer. Intitulė Souldier, l'album est sorti le 24 août 2018.
Pour cet album, la chanteuse assure une tournée internationale, avec notamment des concerts lors de la 20e édition du festival Coachella aux États-Unis.
Elle chante le 7 juin 2019 lors de la cérémonie d'ouverture de la Coupe du monde féminine de football 2019,.
Durant l’été 2019, elle renonce à un concert à Bercy et marque une pause, qui coïncide avec l’arrivée de la pandémie de Covid-19, puis prépare un retour sur scène. Elle déclare à ce sujet : « Je me suis arrêtée au bon moment. Si je continuais, j’allais être trop fatiguée. J’ai annulé Bercy mais il aurait été annulé de toute façon avec la crise sanitaire, alors ma conscience a été apaisée. »,.

### The Fool
Le 21 avril 2023 sort son troisième album, The Fool. Son nom vient de la carte de tarot du même nom.
L'album est réalisé en partenariat avec Yodelice, et est présenté durant le festival de Cannes,.
Elle réalise une tournée de 12 concerts et une participation en juillet 2023 au festival des Escales à Saint-Nazaire,.
En février 2024, elle est nommée aux Victoires de la Musique.

### Nobody knows
En juillet 2024, elle sort le single Nobody knows.

### Tout le monde est fou
En mars 2025, elle sort la chanson Tout le monde est fou.
La même année, elle participe au spectacle Au pays des Enfoirés !,.

## Identité visuelle
Jain déclare dans une entrevue porter une attention particulière à son apparence ou à la mise en scène lors de ses prestations en direct.
Pour l'album Zanaka, elle porte souvent une petite robe noire et blanche à col Claudine et un combishort de satin. Pour l'album Souldier, Jain s'habille avec une combinaison de type bleu de travail,.
Jain recouvre de ses propres dessins ses instruments, le décor de ses concerts, ou encore ses chaussures.

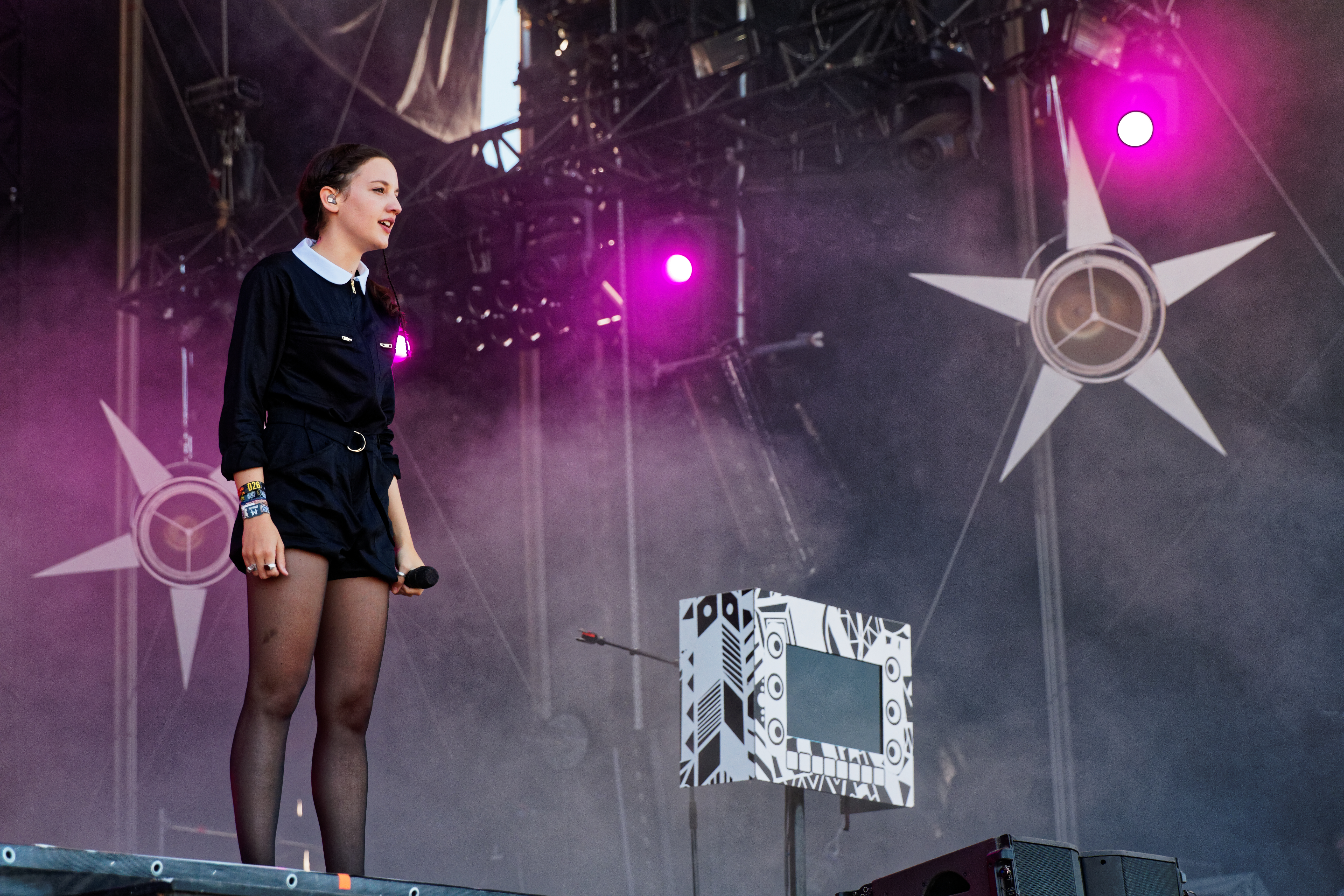
Jain en concert au festival des Vieilles Charrues en 2016, dans un combishort noir et blanc à col Claudine.
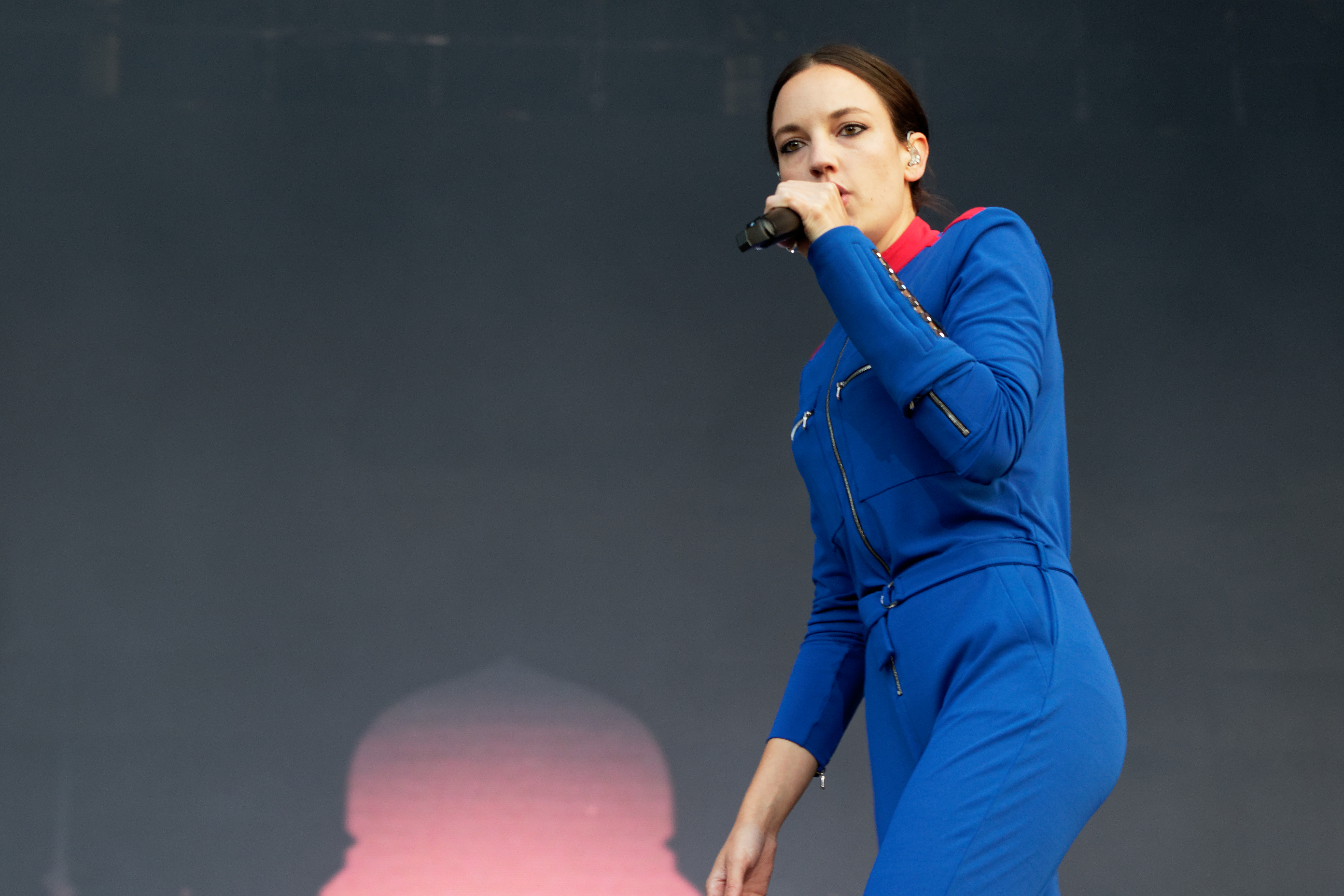
Jain en concert au festival des Vieilles Charrues en 2018, dans sa nouvelle tenue bleue associée à Souldier.
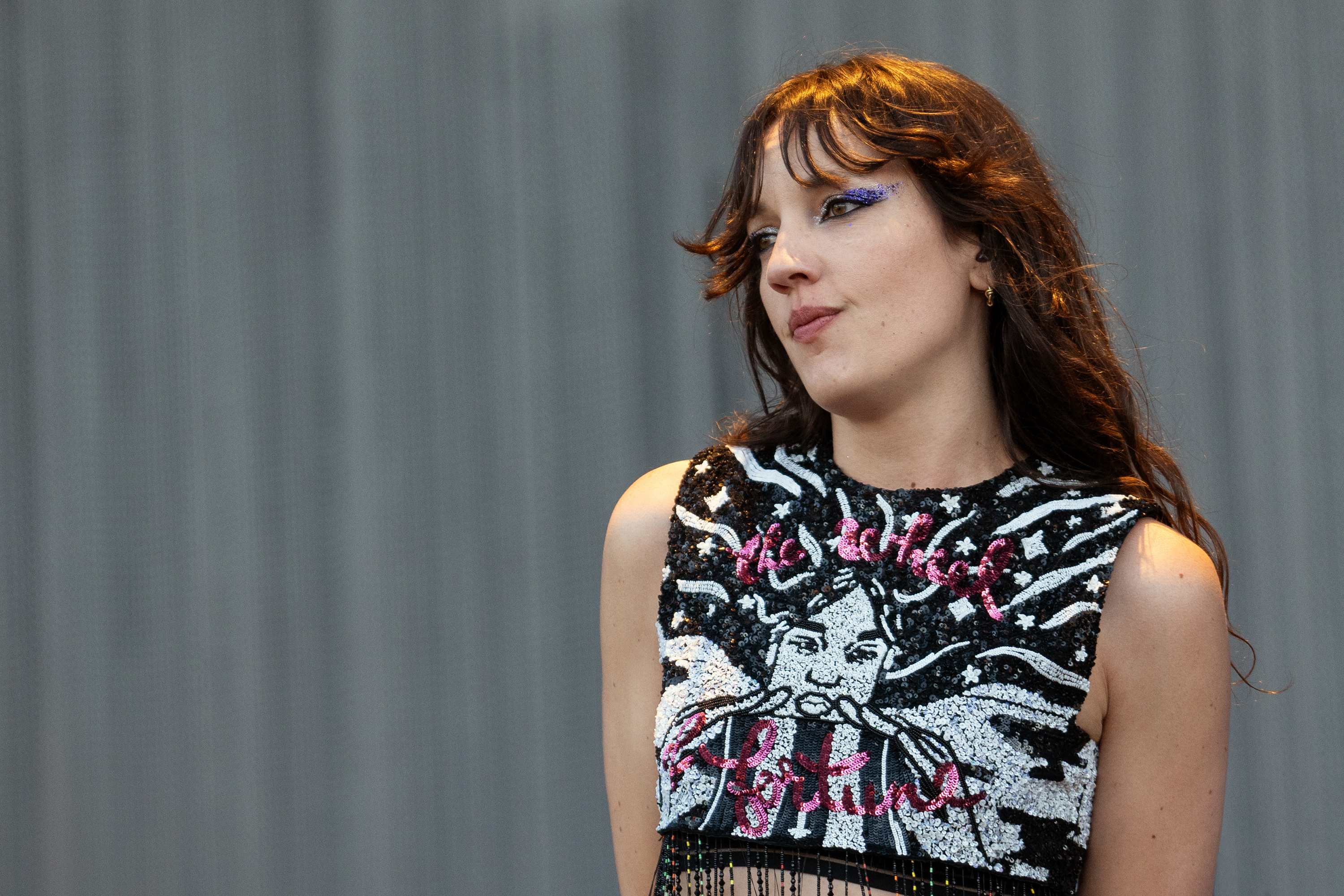
Jain en concert à La Nuit de l'Erdre en 2024.

## Influences
Jain s'inspire de différents styles musicaux comme le hip-hop américain — ASAP Rocky, Joey Badass ou Tupac —, la soul — Otis Redding — et les musiques d'origine africaine,,. Sa mère lui a fait découvrir très jeune des artistes comme Youssou N'Dour, Salif Keïta ou Oumou Sangaré. Toute petite, Jain écoutait Miriam Makeba, artiste à qui elle rend hommage dans sa chanson Makeba.
Certaines chansons de son album The Fool, tels que The Balance, Save the World et Night Heights, peuvent rappeller Tegan and Sara ou Kate Bush.
Elle choisit de prendre le pseudo Jain en référence au jaïnisme.

## Philanthropie
En 2024, elle soutient l'association Mondial Pupilles.

## Discographie

### Principaux singles
- 2015 : Come
- 2015 : Makeba
- 2017 : Dynabeat
- 2018 : Alright
- 2018 : Oh Man
- 2019 : Gloria
- 2023 : The Fool
- 2023 : Take A Chance
- 2024 : Nobody Knows
- 2025 : Tout le monde est fou

### Collaborations
| Titre         | Année | Artistes                                                                       | Album      |
| ------------- | ----- | ------------------------------------------------------------------------------ | ---------- |
| L'Âme Au Mali | 2017  | Collectif Lamomali : -M- ; Toumani Diabaté ; Sidiki Diabaté ; Amadou et Mariam | Lamomali   |
| Kenya         | 2017  | Fakear                                                                         | Karmaprana |
| Et demain ?   | 2020  | Et demain ? Le collectif[réf. nécessaire]                                      |            |

## Ventes

### Albums
| Album    | Année | Place des ventes | Place des ventes             | Place des ventes             | Place des ventes               | Place des ventes | Place des ventes     | Place des ventes         | Ventes                                                            | Certifications                     |
| Album    | Année | France (SNEP)    | Belgique wallonne (Ultratop) | Belgique flamande (Ultratop) | Canada (Canadian albums Chart) | Italie (FIMI)    | Espagne (Promusicae) | Suisse (Swiss Hitparade) | Ventes                                                            | Certifications                     |
| -------- | ----- | ---------------- | ---------------------------- | ---------------------------- | ------------------------------ | ---------------- | -------------------- | ------------------------ | ----------------------------------------------------------------- | ---------------------------------- |
| Zanaka   | 2015  | 6                | 4                            | 95                           | 51                             | 74               | 68                   | 17                       | - Internationale : 1 217 000 - France : 500 000 - Suisse : 10 000 | - SNEP : diamant - IFPI Swiss : Or |
| Souldier | 2018  | 1                | 3                            | 152                          |                                |                  |                      | 2                        | - Internationale : 208 000 - France : 200 000                     | - SNEP : Double Platine            |
| The Fool | 2023  | 6                | 18                           |                              |                                |                  |                      | 28                       | - France : 50 000                                                 | - SNEP : Or                        |

### EP
| Titre | Détails                                             |
| ----- | --------------------------------------------------- |
| Hope  | - date de sortie : 22 juin 2015 - label : Spookland |

### Singles
| Titre         | Année | Places des ventes | Places des ventes           | Places des ventes            | Places des ventes              | Places des ventes | Places des ventes | Places des ventes    | Places des ventes        |             |                | Ventes                                                             | Certfications                                                         | Album             |
| Titre         | Année | France (SNEP),    | Belgique wallone (Ultratop) | Belgique flamande (Ultratop) | Canada (Canadian albums Chart) | Italie (FIMI)     | Pologne (POL)     | Espagne (Promusicae) | Suisse (Swiss Hitparade) | Royaume-Uni | Reste du monde | Ventes                                                             | Certfications                                                         | Album             |
| ------------- | ----- | ----------------- | --------------------------- | ---------------------------- | ------------------------------ | ----------------- | ----------------- | -------------------- | ------------------------ | ----------- | -------------- | ------------------------------------------------------------------ | --------------------------------------------------------------------- | ----------------- |
| Come          | 2015  | 1                 | 5                           | 95                           | -                              | 20                | 8                 | 1                    | 75                       | -           | -              | - FRA : 250 000 - CAN : 40 000 - ITA : 100 000                     | - SNEP : Diamant - FIMI : Platine (2 fois) - MC : Or - ZPAC : Platine | Zanaka            |
| Makeba        | 2015  | 7                 | 27                          | -                            | 35                             | 49                | -                 | -                    | 9                        | 52          | 38             | - Monde : 1 045 000 - FRA : 250 000 - CAN : 80 000 - ITA : 100 000 | - SNEP : Diamant - FIMI : Platine                                     | Zanaka            |
| Dynabeat      | 2016  | 98                | 57                          | -                            | -                              | -                 | -                 | -                    | -                        | -           | -              |                                                                    |                                                                       | Zanaka            |
| Alright       | 2018  | 6                 | 2                           | 64                           | -                              | -                 | -                 | -                    | 38                       | -           | -              | - Monde : 539 000 - FRA : 333 333                                  | - SNEP : Diamant                                                      | Souldier          |
| Oh Man        | 2018  | 23                | 9                           | -                            | -                              | -                 | -                 | -                    | -                        | -           | -              | - FRA : 200 000                                                    | - SNEP : Platine                                                      | Souldier          |
| Gloria        | 2019  | -                 | 93                          | -                            | -                              | -                 | -                 | -                    | -                        | -           | -              |                                                                    |                                                                       | single sans album |
| The Fool      | 2023  | 44                | 7                           | -                            | -                              | -                 | -                 | -                    | -                        | -           | -              |                                                                    | SNEP : Platine                                                        | The Fool          |
| Take A Chance | 2023  | -                 | -                           | -                            | -                              | -                 | -                 | -                    | -                        | -           | -              |                                                                    |                                                                       | The Fool          |

### EP
| Titre      | Année | Top position  | Top position        | Ventes                               | Certifications | Album    |
| Titre      | Année | SNEP (France) | Ultratop (Belgique) | Ventes                               | Certifications | Album    |
| ---------- | ----- | ------------- | ------------------- | ------------------------------------ | -------------- | -------- |
| Heads Up   | 2015  | 101           | 54                  | - Monde : 202 000 - France : 100 000 | - SNEP : Or    | Zanaka   |
| Hob        | 2015  | -             | -                   |                                      |                | Zanaka   |
| Mr Johnson | 2016  | -             | -                   | - Monde : 120 000                    |                | Zanaka   |
| Star       | 2018  | -             | -                   |                                      |                | Souldier |
| Souldier   | 2018  | -             | -                   |                                      |                | Souldier |

### Autres
| Titre     | Année | Top position  | Album    |
| Titre     | Année | SNEP (France) | Album    |
| --------- | ----- | ------------- | -------- |
| Hope      | 2015  | 87            | Zanaka   |
| On My Way | 2018  | 184           | Souldier |

### Collaborations
| Titre         | Année | Collaborateurs                                                                  | Top positions       | Album           |
| Titre         | Année | Collaborateurs                                                                  | Ultratop (Belgique) | Album           |
| ------------- | ----- | ------------------------------------------------------------------------------- | ------------------- | --------------- |
| L'âme au Mali | 2017  | Collectif Lamomali : - Toumani Diabaté - Sidiki Diabaté - -M- - Amadou & Mariam | -                   | Lamomali        |
| Kenya         | 2017  | - Fakear                                                                        | 95                  | Karmaprana - EP |

## Distinctions

### Récompenses
- Prix Talents W9 2016 : prix du jury[77]
- Victoires de la musique 2017 :
  - Artiste interprète féminine[78]
  - Vidéo-clip pour Makeba[78]
- NRJ Music Awards 2018 : artiste féminine francophone de l'année[79],[80]
- NRJ Music Awards 2023 : prix « Social hit » pour Makeba[81]

### Nominations
- MTV Europe Music Awards 2016 : meilleur artiste français[82]
- Victoires de la musique 2016 : album révélation de l'année pour Zanaka[12]
- Victoires de la musique 2017 : tournée de l’année pour Zanaka tour[12]
- Victoires de la musique 2019 : création audiovisuelle pour Alright[83]
- NRJ Music Awards 2016[84] :
  - Révélation francophone de l'année
  - Chanson française de l'année pour Come
  - Clip de l'année pour Come
- Grammy Awards 2018 : meilleur clip pour Makeba[85]
- NRJ Music Awards 2023 : artiste féminine francophone de l'année[86]
- Victoires de la musique 2024[87] : 
  - Artiste féminine de l'année
  - Album de l'année pour The Fool

### Certifications
- L'album Zanaka est certifié disque de diamant en décembre 2018[88].
- L'album Souldier est certifié disque de platine en décembre 2018[89].
- Elle s'est vu attribuer également sur des singles des disques d'or dans plusieurs pays européens, comme par exemple la Pologne[1] et l'Italie[90].

## Dans la culture populaire
- En 2015, Come est utilisé comme jingle de la chaîne polonaise Polsat[91],[92].
- En 2016, Makeba est utilisé pour l'habillage musical de l'émission de télévision L'Instant Module sur France Info[93].
- En 2016, Makeba est le support musical de trois spots publicitaires pour Sosh[94],[95].
- En 2016, Come est le support musical de deux spots publicitaires pour le monospace Renault Scénic[96]. Le titre est aussi utilisé dans spot publicitaire de la chaîne de grands magasins El Corte Inglés en Espagne[97]. Il fait également partie de la bande originale du jeu vidéo NBA 2K17[98].
- En 2017, Makeba est utilisé dans la série animée American Dad! pour l'épisode 8 de la saison 14 : Avions et petites voitures (Whole Slotta Love)[99].
- En 2018, Makeba est le support musical d'un spot publicitaire pour Levi's[100].
- En 2018, Makeba est le support musical d'un spot publicitaire pour May Tea en Espagne[101].
- En 2018, Alright est le support musical d'un spot publicitaire pour NRJ en France[102].
- En 2019, Alright est diffusé dans la série WtFock pour l'épisode 3 de la saison 2, remake flamand de la série norvégienne Skam[103].
- En 2019, Gloria est l'hymne de la Coupe du monde féminine de football 2019[104].
- En 2021, Makeba est utilisé pour accompagner le générique de la Ligue 1 Uber Eats sur Amazon Prime Video France[105].
- En 2023, Makeba devient un succès international sur les réseaux sociaux, notamment Tik Tok[106],[107],[108].